# Martha Wayles Skelton Jefferson
Martha Wayles Skelton Jefferson, født Martha Wayles (født 30. oktober 1748, død 6. september 1782) var gift med Thomas Jefferson, som var den tredje præsident for Amerikas Forenede Stater. De havde seks børn sammen, men kun to døtre overlevede til de blev voksne, mens kun én rundede 25 års alderen.

## Barndom og uddannelse
Martha blev født som datter af John Wayles (1715-1773) og hans første kone Martha Eppes (fra 1712 til 1748). John var advokat, slavehandler, forretningsagent for det Bristol-baserede tobakeksportfirma Tarell & Jones, og velhavende plantageejer i Charles City County i Virginia. Hun blev uddannet i hjemmet af sin mor og vejleder, som var sædvane, og gennemførte sin uddannelse inden for musik, som maler og andre raffinerede kunstarter.
Hendes far blev født i Lancaster i England og emigrerede sig til Virginia i 1734, i en alder af nitten, hvor han efterlader sin familie i England. Han blev uddannet advokat. Marthas mor var datter af Francis Eppes i Bermuda Hundred og var enke, da Wayles giftede sig med hende. Som en del af hendes medgift, bragte Marthas mor hendes personlige slave, Susanna, der havde en elleve-årig datter ved navn Elizabeth Hemings (Betty). John og Martha lavede en ægtepagt, forudsat at Susanna og Betty skulle forblive Martha Eppes og hendes arvingers ejendom for evigt, eller blive returneret til Eppes familie hvis der ikke kunne findes nogen arvinger. Det forklarer, hvordan Hemings kom i deres varetægt. Marthas mor døde, da Martha var tre uger gammel.
Marthas far giftede sig igen med Mary Cocke af Malvern Hill og ægteskabet producerede Martha halvsøster Elizabeth, der giftede sig med Marthas fætter og blev mor til John Wayles Eppes. Efter hans tredje kone døde, fik John Wayles og slaven Betty op til flere børn, herunder den berømte Sally Hemings.